# Munjung Agung
Munjung Agung is een bestuurslaag in het regentschap Tegal van de provincie Midden-Java, Indonesië. Munjung Agung telt 5772 inwoners (volkstelling 2010).